# Cantagallo (Spagna)
Cantagallo è un comune spagnolo di 277 abitanti situato nella comunità autonoma di Castiglia e León.